# Radulfus Niger
Radulfus Niger (voor 1146 - ca. 1200) was een Engels theoloog en jurist.
Na zijn studies in Parijs, bij Johannes van Salisbury en Gerardus Puella, behaalde Niger omstreeks 1166 de titel van magister. Hij had vervolgens een betrekking bij aartsbisschop Thomas Becket van Canterbury en trad dan in dienst bij koning Hendrik II van Engeland, met wie hij echter na de moord op Thomas Becket brak. Sinds 1173 woonde hij opnieuw in Frankrijk. Hier schreef hij zijn bijbelcommentaren en anti-kruistochttraktaat. Zijn kronieken schreef hij evenwel in Engeland, waarheen hij na de dood van Hendrik II in 1189 was teruggekeerd, evenals zijn verhandeling over de betekenis van Hebreeuwse namen (Philippicus), waarvoor hij beroep kon doen op de hulp van een gedoopte jood, vermoedelijk uit York. Zijn levensonderhoud financierde hij door te dienen als kanunnik in Lincoln.
Hij uitte op de bijbel gebaseerde kritiek op de kruistochten. Zo schreef hij onder andere in 1188 een werk, De re militari, dat sterk van de toen heersende opvattingen afweek.

## Uitgaves
- Radulfus Niger, Chronicon, ed. R. Anstruther, Londen, 1851.
- Radulfus Niger, Chronica. Eine englische Weltchronik des 12. Jahrhunderts, ed. H. Krause, Univ. Diss., Frankfurt am Main–Bern–New York, 1985. ISBN 3-8204-8440-X
- Radulfus Niger, De re militari et triplici via peregrinationis Ierosolimitane, introd. ed. L. Schmugge, Berlijn–New York, 1977. ISBN 3-11-006827-3 (Beiträge zur Geschichte und Quellenkunde des Mittelalters; 6).